# Erigone coloradensis
Erigone coloradensis là một loài nhện trong họ Linyphiidae.
Loài này thuộc chi Erigone. Erigone coloradensis được Eugen von Keyserling miêu tả năm 1886.